# Дорический ордер

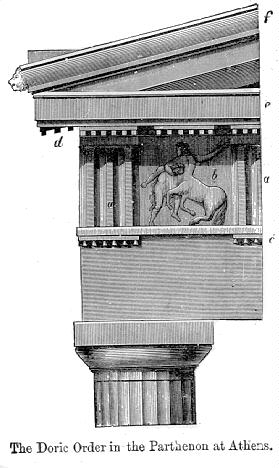
Греко-дорический ордер. Парфенон

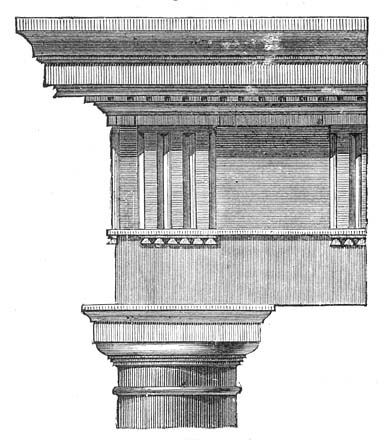
Римско-дорический ордер. Театр Марцелла

Дори́ческий о́рдер — один из ордеров классической архитектуры. Различают греческий и римский дорический ордер. Последний имеет разновидности — греческий с мутулами и римский с зубцами (дентикулами). 
Дорический, или дорийский, ордер считают наиболее ранним греческим архитектурным ордером. Его название связано с дорийцами — древнегреческим племенем, которое на рубеже XIII—XII веков до н. э. вторглось с севера на территории других полисов Греции и в Пелопоннес, где находились центры микенской цивилизации. В качестве места и времени возникновения ранней дорийской архитектуры называют берега Эгейского моря как с европейской, так и с азиатской стороны в VI веке до н. э.
Марк Витрувий Поллион, автор трактата «Десять книг об архитектуре» считал дорический ордер «строгим», видел в нём «пропорции, крепость и красоту мужского тела» и соотносил его с «мужественным» дорийским ладом древнегреческой музыки.
Древнейший пример использования дорического ордера (определённый Шампольоном как «протодорический») — колонны некоторых гробниц некрополя Бени-Хасан в Египте. Вырубленные в скале открытые портики состоят из двух фланкирующих вход в усыпальницу колонн с 16 каннелюрами каждая, на абаках которых лежит массивный скальный архитрав; своды внутренних залов поддерживаются четырьмя колоннами того же ордера.
Исторически сложились две гипотезы о происхождении дорического ордера. Первая выводит формы каменной дорийской архитектуры из деревянной конструкции. Оказавшись в стране, где было мало леса, дорийцы вынуждены были повторять в камне то, что они раньше делали из дерева. Однако камень, в отличие от дерева, хорошо сопротивляется сжатию, но становится хрупким при прогибе и растяжении. Поэтому, заменяя деревянные балки на каменные, строители убедились, что их поперечное сечение должно быть огромным, чтобы выдержать тяжесть перекрытия. Поэтому мощные колонны стали ставить близко друг к другу, чтобы они обеспечивали надежность положенных между ними горизонтальных каменных блоков архитрава. Отсюда характер дорийской архитектуры, узнаваемой по сплошному ряду приземистых, конических, близко поставленных колонн с широкими капителями. В начале XIX веке сложилась иная теория, отрицающая формообразующее значение деревянной конструкции, согласно которой форма колонны дорического ордера отвечает особенностям каменной опоры. В таком случае, дорический ордер мог быть вдохновлён архитектурой Древнего Египта или Микен. Огюст Шуази считал, что обе гипотезы возможно согласовать, поскольку «деревянные конструкции представляют собой каменную работу, воплощенную в дереве», а формы дорийского ордера можно производить «по желанию и от дерева и от камня».

## Характерные черты
Классическая дорическая колонна не имеет базы, с очень сильным утонением. База имеется только у колонн римско-дорического ордера, в остальных случаях колонна устанавливается непосредственно на стилобат. Фуст (ствол) колонны оформлен каннелюрами и завершается капителью. Вдоль колонн дорического ордера, через швы отдельных барабанов фуста (лат. fustis — ствол) вытесывали желобки — каннелюры (лат. canna — тростник, прут). В ранних храмах их было 16 или 24 (по окружности), в классических — 20, в поздних — 32. Каннелюры, зрительно сгущая тени у краев колонны, подчеркивают её силуэт. На уровне роста человека имеется легкое расширение — энтазис (греч. entasis — напряжение, усиление), оно компенсирует кажущуюся вогнутость колонны при восприятии вблизи, отчего опора зрительно становится более упругой. В отличие от других ордеров, каннелюры имеют вид полукруглых выемок и острыми гранями примыкают друг к другу без промежуточных дорожек.
Капитель — верхняя часть колонны, на которую визуально ложится нагрузка расположенных выше несомых элементов. Состоит из эхина — круглой подушки криволинейного профиля и квадратной абаки. В греко-дорическом ордере капитель отделяется от ствола колонны горизонтальными бороздками, которых бывает от 1 до 5. Верхняя часть ствола (шейка или трахелий), в свою очередь, отделяется от нижней части колонны: в греко-дорическом ордере — небольшой бороздкой (гипотрахелием), а в римско-дорическом — выпуклым профилем-ремешком. В римском варианте ордера трахелий, как правило, не канеллирован и может нести дополнительные украшения, а эхин зачастую украшен иоником. Архитрав дорического ордера гладкий, в некоторых вариантах римско-дорического ордера разделен на два уступа — фасции. Небольшой полочкой, называемой тения, архитрав отделяется от фриза, поверхность которого представляет чередование триглифов и метоп. Карниз поддерживается мутулами, реже — дентикулами. Под триглифами, а также на нижней поверхности мутул размещаются каплеобразные элементы — гутты.
Многие элементы, такие как огромная абака — плита, размером не соответствующая физическим свойствам камня, полукруглая «подушка» эхина, иные мелкие детали — логично объясняются изначальной конструкцией из дерева. Триглифы (греч. trias — три, и glypho — вырезаю), скорее всего, изначально представляли собой три вертикальные планки, которыми «зашивали» торцы поперечных балок перекрытия, некрасиво выходящих на поверхность фриза. Триглифы имеют и конструктивное значение: они поддерживают выносные плиты карниза — мутулы (лат. mutuli — ракушки). Метопы (греч. metopon — пространство между глазами) хорошо объясняются тем, что пространство между триглифами стали закрывать квадратными каменными плитами.
Изобретением дорян являются фронтонные скульптурные композиции (вероятно, не ранее второй половины VII в. до н. э.), заполнявшие тимпаны — треугольники под двускатной кровлей. Эта особенность — стремление всю композицию подчинить строгой тектонике — характерна именно для дорийского стиля. Скульптурные элементы появлялись на поверхностях, свободных от физической нагрузки, — рельефы в квадратных метопах фриза, в треугольниках фронтонов, акротерии по углам кровли (от греч. akros — верх, вершина и terion — острие, навершие). Конструктивные элементы создавали естественную раму для изобразительных композиций. Развитие этих форм осуществлялось, вероятно, от росписи терракотовых плит через раскрашенный рельеф к объемной скульптуре из мрамора.

## Историческая эволюция дорического ордера
Эволюцию претерпевала как общая композиция храма, так и отдельные детали дорического ордера. Древнейшие дорические колонны имели базу (греч. basis — шаг), например, колонны дорийского храма Зевса в Акраганте (на южном берегу о. Сицилия, ныне Агридженто). Затем «коренастые» конические колонны, как, к примеру, в храме Посейдона в Пестуме (ок. 540 г. до н. э.), перестали требовать подставки снизу. Они и так прочно стояли на стилобате. Ранние дорические постройки на западном и восточном фасадах имели нечетное количество колонн — одна из них располагалась по центральной оси. Но затем строители пришли к более гармоничному распределению: опорами акцентировали углы здания, а под вершиной треугольного фронтона не требовалось вертикали — там и так находился главный вход. Ранние дорические колонны приземисты и сильно расширяются книзу. Если требовались высокие опоры, дорийцы использовали колонны в несколько ярусов, уменьшающихся кверху; как правило, это делали внутри наоса, где нужно поддерживать кровлю. Перекрытия были каменными, стропильной конструкции, их огромный вес требовал опор внутри.
Кровлю завершали мраморной или терракотовой черепицей двоякой формы, из чередующихся плоских солен и выпуклых желобчатых калиптеров двускатных (коринфского типа) или полукруглого сечения (лаконских). Черепицы укладывали на деревянную обрешетку. Дождевая вода стекала по соленам между калиптерами. Торцы калиптеров закрывали полукруглыми щитками из мрамора или терракоты — антефиксами (впереди прикрепленными). Антефиксы часто делали фигурными, в виде пальметты или маски горгоны Медузы. Их дополняли росписью или позолотой. Издали они выглядят орнаментальным рядом по краю кровли продольной стороны храма. Расписные терракотовые антефиксы применяли этруски, древние жители Италии.
Со временем менялось количество колонн и их отношение по главному и боковым фасадам: от 6×13 в храме Посейдона в Пестуме до 8×17 в Парфеноне (отношение по формуле: n: 2n+1). Высота колонны и величина интерколумния (расстояния между осями колонн) обычно соотносятся как 2:1. Это шло на пользу зрительному впечатлению, поскольку компенсировало иллюзорное утонение угловых колонн в потоках яркого солнечного света. С той же целью угловые колонны делали несколько толще остальных и слегка наклоняли внутрь. Триглифы фриза зрительно продолжают вертикальное движение — они располагаются по осям колонн и замыкают углы фриза. Такое расположение Витрувий назвал монотриглифным порядком (opus monotriglyphon). Но при этом возникает сложность: чтобы триглифы главного и боковых фасадов зрительно подчеркивали углы, соединяясь вместе, и оставались бы точно над осями колонн, зодчим приходилось применять «угловую контракцию» — постепенное, еле заметное сближение колонн к углам. Если в ранних постройках подобных сложностей избегали, делая триглифы шире или меняя пропорции метоп, то в поздних, как в Парфеноне, изысканная контракция — несовпадение зрительных впечатлений и действительных отношений — выражает эллинскую идею целостности оптического пространства и достижения через рациональное пропорционирование идеальной зрительной гармонии. Позднее, в римской архитектуре, Витрувий отступил от «правила угловых триглифов». Желая придать больший рационализм всей конструкции, он вынес на углы здания метопы и тем самым уничтожил зрительную размеренность, тектоничность дорийского архитектурного стиля.
Триглифов по фасадам здания ровно вдвое больше, чем колонн. Поэтому они располагаются попеременно: один по оси колонны, следующий — по оси интерколумния. При этом в классический период была достигнута идеальная пропорция: отношение интерколумния к нижнему диаметру колонны то же, что и отношение ширины метопы к ширине триглифа, а именно 3:2. Высота всей капители равнялась ширине триглифа. Высота колонны менялась: от 10 до 12 модулей, за который брали средний радиус колонны. Ритм триглифов, чередующихся вдвое чаще, чем колонны, замечательно связывает нижнюю часть здания с верхней, колонны с интерколумниями, вертикали опор с горизонталью антаблемента. Этот ритм снова удваивается в расположенных ещё выше, на нижней плоскости карниза, мутулах — выносных прямоугольных плитах (их вдвое больше, чем триглифов). Полиморфический принцип композиции развертывается и далее, в более мелких деталях. На каждом мутуле находятся по восемнадцать выступов в виде усеченных конусов — «капельников», или гуттов (лат. gutta — капля; три ряда по шесть), напоминающих свисающие с карниза капельки воды. Вертикальные членения триглифов рифмуются с каннелюрами колонн. Под триглифами проходит горизонтальный поясок — тения (греч. tenia — лента, пояс). Ниже тении, под каждым триглифом — ещё одна короткая планка (по ширине триглифа), она именуется регулой (лат. regula — правѝло, линейка). К ней также крепятся гутты (под каждым триглифом), что придает особую зрительную связность фризу и архитраву.
Яркая раскраска ордерных частей подчеркивала вертикальное направление. Распределение цвета в композиции здания подчинялось двум основным правилам. Несущие, «работающие» части конструкции (фусты колонн и архитрав) сохраняли белизну неокрашенной поверхности. Несомые, декоративные элементы (капители, фриз, карниз) насыщались цветом. Окраска, таким образом, концентрировалась в верхней части, что усиливало «читаемость» здания на фоне ярко-синего неба. Кроме того, распределение цвета зависело от характера освещенности различных деталей. Так, выступающие триглифы окрашивали синим, а заглубленные плоскости метоп выделяли красным. Тем самым мастера компенсировали зрительное удаление декоративных элементов и скульптурных частей, находящихся наверху здания и искажаемых густой тенью от нависающего карниза. К этому добавляли позолоту, иногда зелёный цвет и даже чёрный контур, которым обводили мелкие детали. Подчеркнутые контуры и орнамент также были призваны усилить читаемость рельефных изображений на большой высоте. Однако раскраска на самых древних памятниках не сохранилась, она известна лишь по относительно поздним уцелевшим фрагментам.
Скульптура метоп и фронтонов, в отличие от вертикальных членений, подчеркивает центростремительное движение по горизонтали. Композиции рельефов метоп торцовых фасадов дорического храма строятся таким образом, что изображения имеют общую направленность: либо к центру — оси симметрии всего здания, либо к углам храма. Рельефы метоп на продольных сторонах обычно направлены в одну сторону. Композиции метоп одновременно разделены триглифами и связаны общим, пронизывающим их движением. Следовательно, можно утверждать, что идеал дорийского стиля заключается в строгой тектоничности — расчлененности, размеренности и ритмичности форм.

## Пропорции дорического ордера
Высота дорической колонны составляет, по Витрувию, 14 модулей (нижних радиусов колонны), а по Виньоле и более поздним авторам — 16 модулей (это ближе к древнеримским образцам). Высота базы и капители (до опоясывающего ремешка) — по 1 модулю. Архитрав имеет высоту 1 модуль, фриз — 1,5 модуля. Насчет высоты карниза единства у авторов нет, она может составлять 1,5 модуля или менее. Ширина триглифов — 1 модуль, метоп — 1,5 модуля.

### Закономерности построения[источникне указан 4109 дней]
За единицу измерения элементов ордера принят модуль, равный половине диаметра колонны. Модуль дорического ордера, в свою очередь, делится на 12 парт (частей).
Карниз антаблемента модульонного ордера

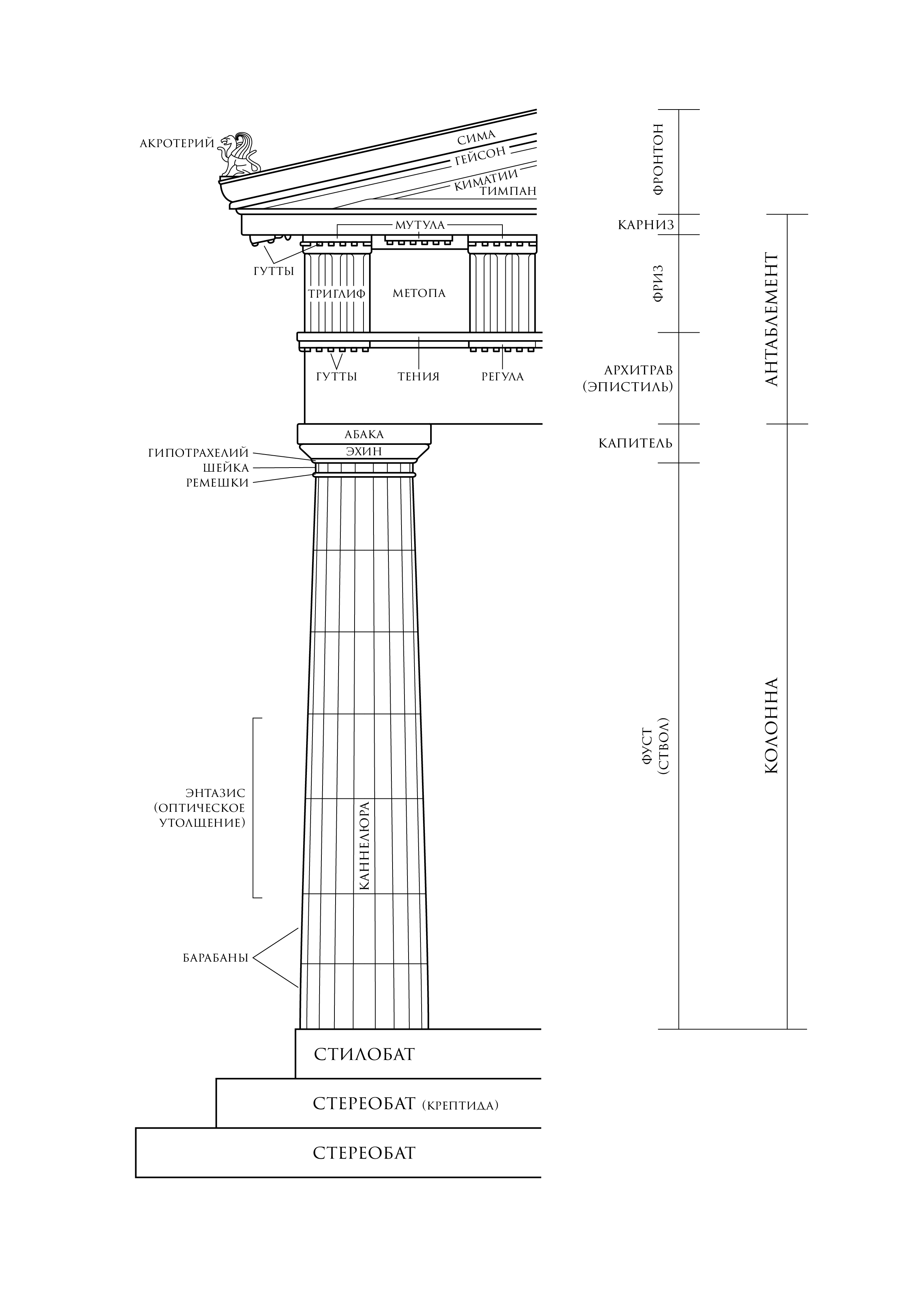
Doric order structure

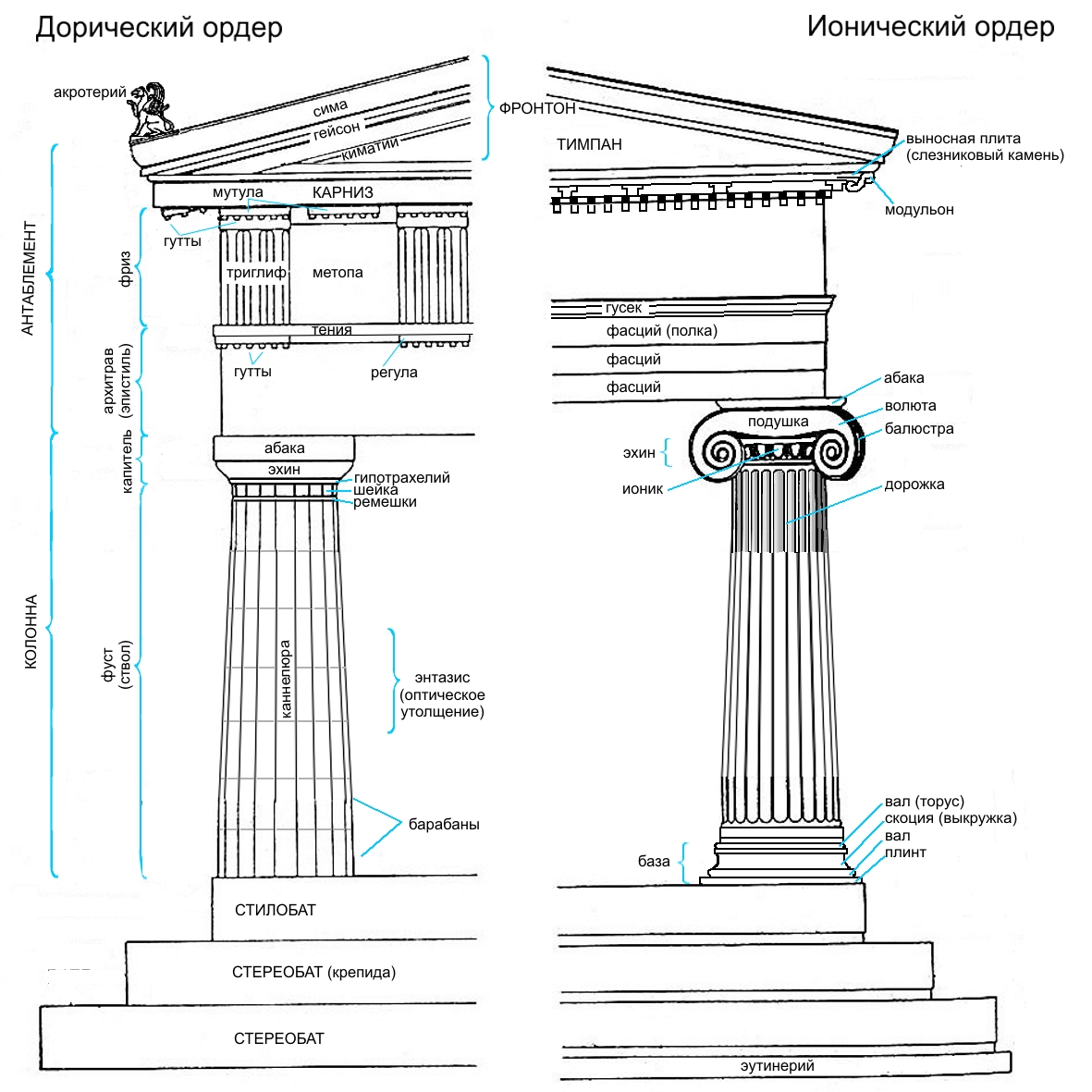

| Обломы                               | Высота    | Выступ            |
| ------------------------------------ | --------- | ----------------- |
| Полочка                              | 1 парта   | 34 парты          |
| Гусёк                                | 3 парты   | 34-31 парта       |
| Полочка                              | 0,5 парты | 31 парта          |
| Каблучок                             | 1 парта   | 30,75-30,25 парты |
| Слезник                              | 3,5 парты | 30 парт           |
| Каблучок                             | 1 парт    | 29,5-28,75 парт   |
| Модульон                             | 3 парты   | 28,5 парт         |
| Капельки модульона                   | 0,5 парты | 26-14 парт        |
| Четвертной вал                       | 2 парты   | 13,5 парт         |
| Полочка                              | 0,5 парты | 11,5 парты        |
| Капитель триглифа или ровная полоска | 2 парты   | 11 парт           |

Архитрав
| Обломы        | Высота    | Выступ       |
| ------------- | --------- | ------------ |
| Полочка       | 2 парты   | 12 парт      |
| Узкая полочка | 0,5 парты | 11,5 парт    |
| Капельки      | 1,5 парты | 11-11,5 парт |
| Пояс          | 8 парт    | 10 парт      |

Капитель зубчатого ордера
| Обломы          | Высота    | Выступ           |
| --------------- | --------- | ---------------- |
| Полочка         | 0,5 парты | 15,5 парты       |
| Каблук          | 1 парта   | 15,5-14,5 парт   |
| Абак            | 2,5 парты | 14 парт          |
| Четвертной вал  | 2,5 парты | 13,75-11,5 парты |
| Верхняя полочка | 0,5 парты | 11,5 парты       |
| Средняя полочка | 0,5 парты | 11 парт          |
| Нижняя полочка  | 0,5 парты | 10,25 парты      |
| Шейка           | 4 парты   | 10 парт          |

Стержень колонны
| Обломы           | Высота             | Выступ        |
| ---------------- | ------------------ | ------------- |
| Валик            | 1 парта            | 12 парт       |
| Полочка          | 0,5 парты          | 11,25-10 парт |
| Выкружка         | 1,5 парта          | 11,25-10 парт |
| Стержень колонны | 13 модулей, 7 парт | 12 парт       |
| Выкружка         | 2 парты            | 12-13,5 парты |

База колонны
| Обломы  | Высота  | Выступ     |
| ------- | ------- | ---------- |
| Полочка | 1 парта | 13,5 парт  |
| Валик   | 1 парта | 14,5 парты |
| Вал     | 4 парты | 17 парт    |
| Плинт   | 6 парт  | 17 парт    |

Карниз пьедестала
| Обломы                  | Высота    | Выступ         |
| ----------------------- | --------- | -------------- |
| Полочка                 | 0,5 парты | 23 парты       |
| Четвертной вал          | 1 парта   | 22,5-21,5 парт |
| Полочка                 | 0,5 парты | 21,5 парты     |
| Слезник — широкая полка | 2,5 парты | 21 парта       |
| Каблук                  | 1,5 парты | 18,5-17,5 парт |

Стул
| Обломы   | Высота  | Выступ          |
| -------- | ------- | --------------- |
| Стул     | 47 парт | 17 парт         |
| Выкружка | 1 парта | 17 — 18,5 парты |

База пьедестала
| Обломы  | Высота    | Выступ        |
| ------- | --------- | ------------- |
| Полочка | 0,5 парты | 18,5 парты    |
| Валик   | 1 парта   | 19 парт       |
| Каблук  | 2 парты   | 19-20,5 парты |
| Плинт   | 2,5 парты | 21 парта      |
| Цоколь  | 4 парты   | 21,5 парты    |

## Галерея

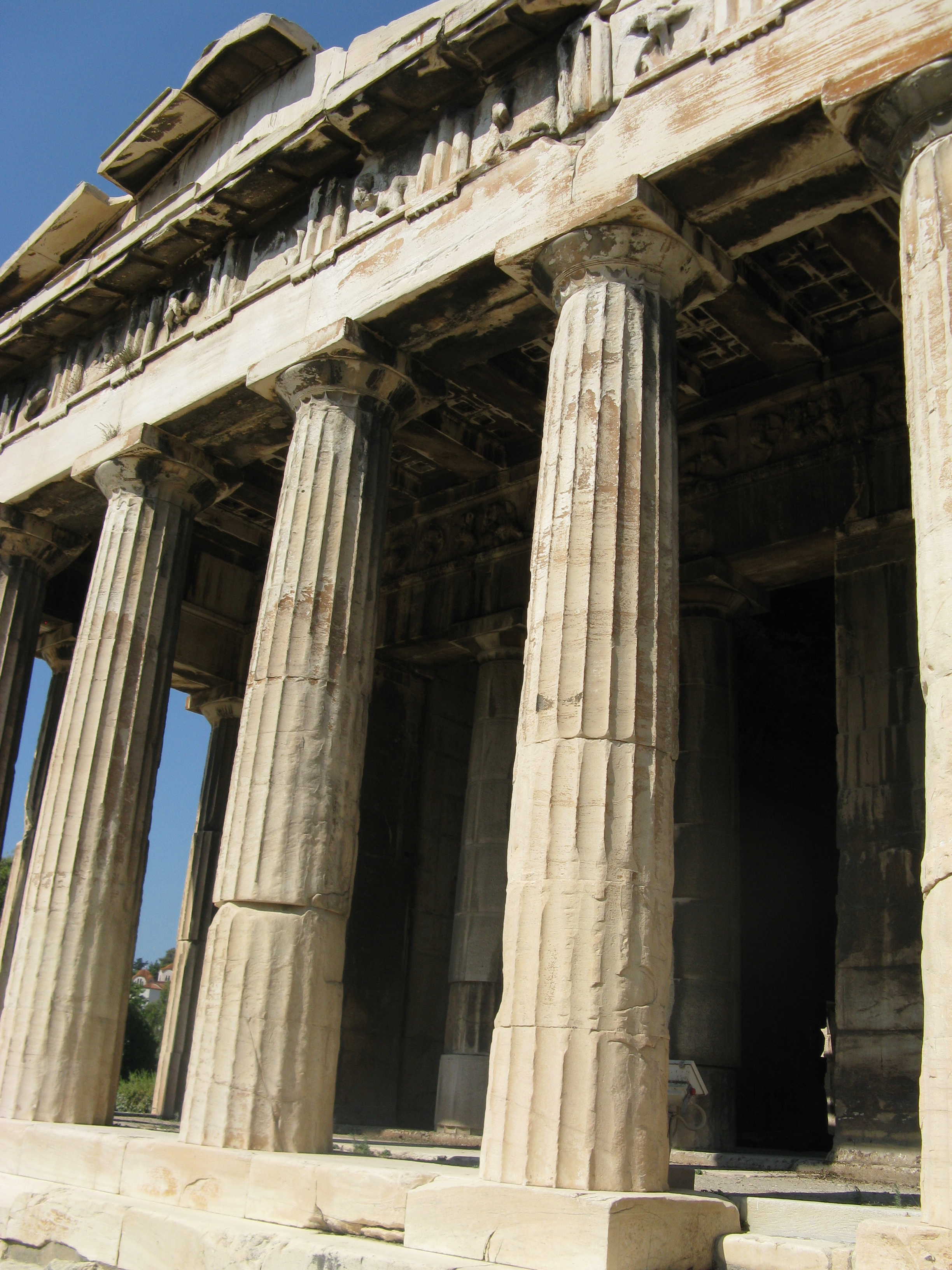
Храм Гефеста в Афинах
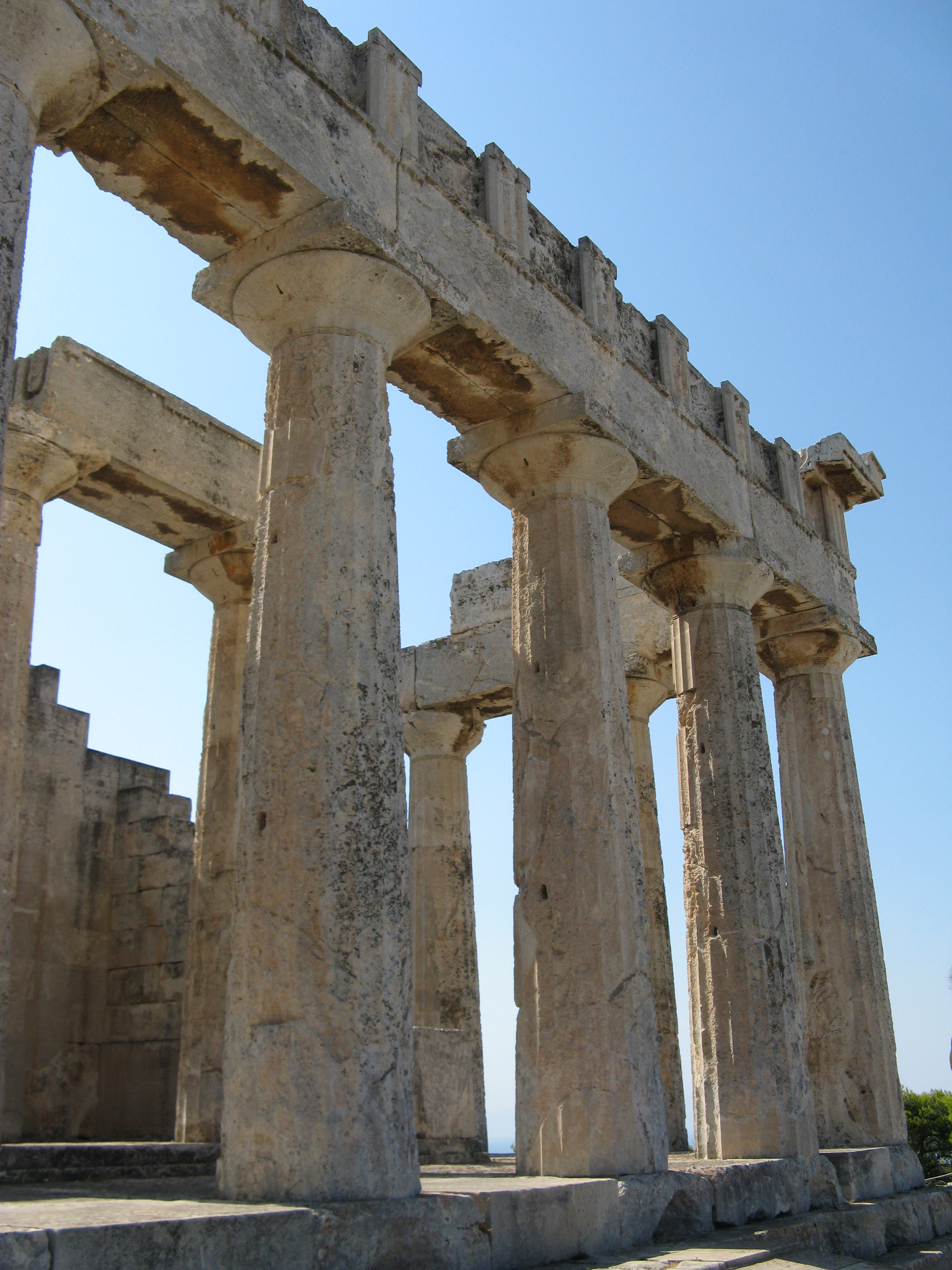
Храм Афеи на острове Эгина
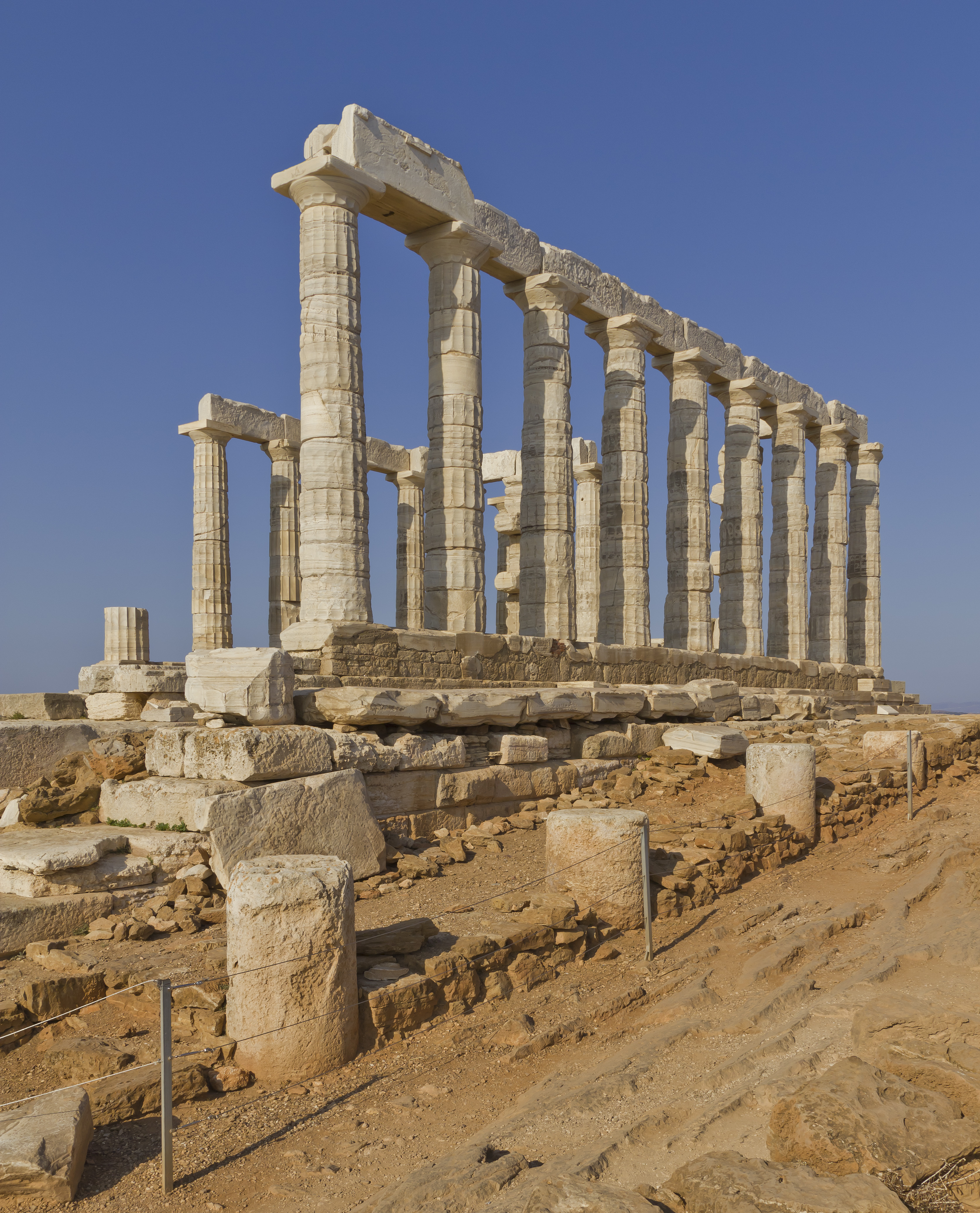
Храм Посейдона на мысе Сунион
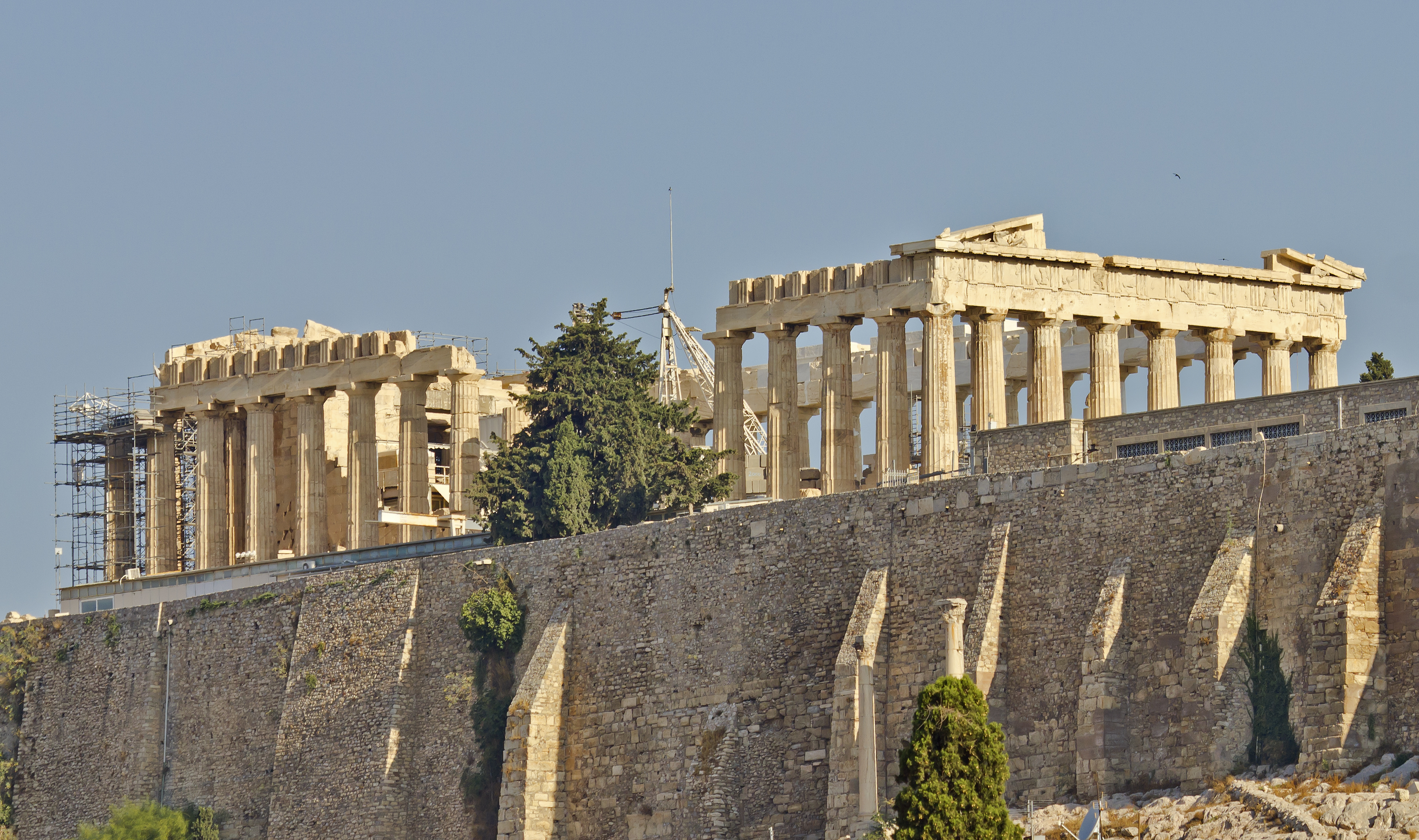
Парфенон